# DreamWorks Animation Television
DreamWorks Animation Television (abreviado como DWATV ou simplesmente DAT) é um estúdio de animação americano que atua como o braço de produção de televisão da DreamWorks Animation, uma subsidiária da Universal Pictures e uma divisão da NBCUniversal da Comcast. Fundada em 1996, a entidade foi anteriormente denominada DreamWorks Television Animation. Seus primeiros programas da década de 1990 e início de 2000 usaram o logotipo da divisão de televisão em live-action e foram produzidos pela DreamWorks Television, antes de a DWATV e sua controladora serem desmembradas em uma empresa independente em 2004 e posteriormente adquiridas pela NBCUniversal em 2016. No total, a divisão lançou 50 programas, com 10 em desenvolvimento.

## História
A empresa foi formada pela primeira vez em 1996 como a divisão de animação da DreamWorks Television, uma subsidiária do principal estúdio DreamWorks. A divisão de TV foi liderada por Jeffrey Katzenberg, Steven Spielberg e pelos ex-executivos da Walt Disney Television Animation, Gary Krisel e David Simon. A DWTA produziu apenas duas séries: Invasion America e Toonsylvania. Em um movimento para se consolidar, a DreamWorks Television Animation foi fechada em 1999, bem como a subsidiária direta em vídeo se fundiu com a divisão de animação do estúdio, como uma forma de a empresa reorganizar suas divisões de animação para operar sob uma marca. Mais de dois terços dos 50 funcionários da divisão de TV foram transferidos para a unidade direta em vídeo e esperava-se que apenas um número mínimo de funcionários fosse afetado pela reorganização.
Em 2013, a DreamWorks Animation fechou um contrato de conteúdo de vários anos com a Netflix para fornecer 300 horas de conteúdo original exclusivo. A intenção do acordo era estabelecer uma renda confiável para o estúdio para custear o risco financeiro de depender exclusivamente do mercado de filmes para cinemas. No dia seguinte, a DWA concluiu um contrato de licenciamento de cinco anos com a Super RTL para a biblioteca da Classic Media e as séries da Netflix. A DWA anunciou a contratação de executivos para seu novo grupo de televisão, DreamWorks Animation Television, no final de julho. A ex-executiva sênior da Nickelodeon, Margie Cohn, tornou-se chefe de televisão do grupo. Em setembro do mesmo ano, a DreamWorks anunciou que adquiriu a biblioteca de TV da Chapman Entertainment, com sede em Londres, com os programas a serem distribuídos pela operação de distribuição de TV da DWA no Reino Unido.
No final de 2014, a DreamWorks Animation lançou seu próprio canal chamado DreamWorks Channel. A DreamWorks fez um acordo com a HBO Asia para lidar com vendas de afiliadas, marketing e serviços técnicos, a rede foi lançada em vários países asiáticos (excluindo China e Japão) no segundo semestre de 2015. O canal estreou em inglês em 1.º de agosto de 2015, e um canal dublado em tailandês lançado em setembro de 2015. Em 2016, a DreamWorks Animation Television e sua empresa-mãe foram compradas pela Comcast através de sua divisão NBCUniversal.

## Séries de televisão
| #  | Título                                    | Criador(es)/Desenvolvedor(es)                | Estreia                                                            | Encerramento            | Canal de transmissão                                                      | Coprodução com                                                                                                   |
| -- | ----------------------------------------- | -------------------------------------------- | ------------------------------------------------------------------ | ----------------------- | ------------------------------------------------------------------------- | --- |
| 1  | Toonsylvania                              | Bill Kopp Chris Otsuki                       | 7 de fevereiro de 1998                                             | 18 de janeiro de 1999   | Fox Kids                                                                  | N/A |
| 2  | Invasion America                          | Steven SpielbergHarve Bennett                | 8 de junho de 1998                                                 | 7 de julho de 1998      | The WB                                                                    | N/A |
| 3  | Rei da Selva                              | Jeffrey Katzenberg                           | 31 de agosto de 2004                                               | 27 de maio de 2005      | NBC                                                                       | N/A |
| 4  | Os Pinguins de Madagascar                 | Mark McCorkle Bob Schooley                   | 29 de novembro de 2008                                             | 19 de dezembro de 2015  | Nickelodeon (2008–2012) Nicktoons (2013–2015)                             | Nickelodeon Animation Studio                                                                                     |
| 5  | Neighbors from Hell                       | Pam Brady                                    | 7 de junho de 2010                                                 | 26 de julho de 2010     | TBS                                                                       | Wounded Poodle Bardel Entertainment Bento Box Entertainment20th Century Fox Television                           |
| 6  | Kung Fu Panda: Lendas do Dragão Guerreiro | Peter Hastings                               | 19 de setembro de 2011                                             | 29 de junho de 2016     | Nickelodeon (2011–2014) Nicktoons (2016)                                  | Nickelodeon Animation Studio                                                                                     |
| 7  | Dragões                                   | Linda Teverbaugh Mike Teverbaugh             | 7 de agosto de 2012                                                | 16 de fevereiro de 2018 | Cartoon Network (2012–2014) Netflix (2015–2018)                           | N/A |
| 8  | Monstros VS. Alienígenas                  | Mark McCorkle Bob Schooley                   | 23 de março de 2013                                                | 8 de fevereiro de 2014  | Nickelodeon                                                               | Nickelodeon Animation Studio                                                                                     |
| 9  | Turbo Fast                                | Jack Thomas                                  | 24 de dezembro de 2013                                             | 5 de fevereiro de 2016  | Netflix                                                                   | Titmouse, Inc.                                                                                                   |
| 10 | VeggieTales in the House                  | Doug TenNapel                                | 26 de novembro de 2014                                             | 23 de setembro de 2016  | Netflix                                                                   | Bardel Entertainment Big Idea Productions                                                                        |
| 11 | Saúdem Todos o Rei Julien                 |                                              | 19 de dezembro de 2014                                             | 1 de dezembro de 2017   | Netflix                                                                   | Bardel Entertainment                                                                                             |
| 12 | As Aventuras do Gato de Botas             |                                              | 16 de janeiro de 2015                                              | 26 de janeiro de 2018   | Netflix                                                                   | Bardel Entertainment Dave Enterprises                                                                            |
| 13 | Dinotrux                                  | Ron Burch David Kidd                         | 14 de agosto de 2015                                               | 3 de agosto de 2018     | Netflix                                                                   | Bardel Entertainment                                                                                             |
| 14 | Sr. Peabody e Sherman Show                |                                              | 9 de outubro de 2015                                               | 21 de abril de 2017     | Netflix                                                                   | Jay Ward Productions DHX Media Vancouver Top Draw Animation                                                      |
| 15 | Croods, o Início                          | Brendan Hay                                  | 24 de dezembro de 2015                                             | 7 de julho de 2017      | Netflix                                                                   | Bardel Entertainment Digital eMation NE4U Dong Woo Animation                                                     |
| 16 | Noddy, Toyland Detective                  | Heath Kenny Myles McLeod                     | 2 de abril de 2016                                                 | 22 de março de 2020     | France 5 (França) Channel 5 (Reino Unido) Universal Kids (Estados Unidos) | Gaumont Animation                                                                                                |
| 17 | Voltron: O Defensor Lendário              | Joaquim Dos SantosLauren Montgomery          | 10 de junho de 2016                                                | 14 de dezembro de 2018  | Netflix                                                                   | Studio Mir World Events Productions                                                                              |
| 18 | Home: Adventures with Tip & Oh            | Ryan Crego Thurop Van Orman                  | 29 de julho de 2016                                                | 20 de julho de 2018     | Netflix                                                                   | Titmouse, Inc.                                                                                                   |
| 19 | Caçadores de Trolls: Contos de Arcadia    | Guillermo del Toro                           | 23 de dezembro de 2016                                             | 25 de maio de 2018      | Netflix                                                                   | Double Dare You Productions                                                                                      |
| 20 | VeggieTales in the City                   | Doug TenNapel                                | 24 de fevereiro de 2017                                            | September 15, 2017      | Netflix                                                                   | Bardel Entertainment Big Idea Productions                                                                        |
| 21 | Spirit Riding Free                        | Aury Wallington                              | 5 de maio de 2017                                                  | 6 de dezembro de 2020   | Netflix                                                                   | Technicolor Animation Productions Toiion Dave Enterprises                                                        |
| 22 | Trolls: The Beat Goes On!                 | Matthew Beans                                | 19 de janeiro de 2018                                              | 22 de novembro de 2019  | Netflix                                                                   | N/A |
| 23 | O Chefinho: De Volta aos Negócios         | Brandon Sawyer                               | 6 de abril de 2018                                                 | 17 de novembro de 2020  | Netflix                                                                   | Technicolor Animation Productions Dave Enterprises                                                               |
| 24 | The Adventures of Rocky and Bullwinkle    | Marco Schnabel David P. Smith                | 11 de maio de 2018                                                 | 11 de janeiro de 2019   | Amazon Prime Video                                                        | Jay Ward Productions DHX Media Vancouver                                                                         |
| 25 | Harvey Girls Forever!                     | Emily Brundige                               | 29 de junho de 2018                                                | 10 de janeiro de 2020   | Netflix                                                                   | The Harvey Entertainment Company DreamWorks Classics Dave Enterprises                                            |
| 26 | As Épicas Aventuras do Capitão Cueca      | Peter Hastings Mark Banker                   | 13 de julho de 2018                                                | 10 de julho de 2020     | Netflix                                                                   | Titmouse, Inc. Dave Enterprises Stoopid Buddy StudiosInspiria                                                    |
| 27 | She-Ra e as Princesas do Poder            | ND Stevenson                                 | 13 de novembro de 2018                                             | 15 de maio de 2020      | Netflix                                                                   | Mattel Creations                                                                                                 |
| 28 | Kung Fu Panda: The Paws of Destiny        | Elliott Owen                                 | 16 de novembro de 2018                                             | 4 de julho de 2019      | Amazon Prime Video                                                        | Bardel Entertainment                                                                                             |
| 29 | Os 3 Lá Embaixo                           | Guillermo del Toro                           | 21 de dezembro de 2018                                             | 12 de julho de 2019     | Netflix                                                                   | Double Dare You Productions                                                                                      |
| 30 | Where's Waldo?                            | Koyalee Chanda Lucas Mills                   | 20 de julho de 2019                                                | 3 de julho de 2021      | Universal Kids (2019) Peacock (2020–21)                                   | Snipple Animation Studios Dave Enterprises                                                                       |
| 31 | Archibald's Next Big Thing                | Tony HaleDrew Champion Jacob Moffat          | 6 de setembro de 2019                                              | presente                | Netflix (2019–2020) Peacock (2021–presente)                               | Dave Enterprises                                                                                                 |
| 32 | DreamWorks Dragons: Rescue Riders         | Jack Thomas Johnny Belt Robert Scull         | 27 de setembro de 2019                                             | presente                | Netflix (2019–2020) Peacock (2021–presente)                               | Bardel Entertainment Dave Enterprises                                                                            |
| 33 | Cleópatra no Espaço                       | Mike Maihack Doug Langdale Fitzy Fitzmaurice | 25 de novembro de 2019 (Ásia) 15 de abril de 2020 (Estados Unidos) | J25 de junho de 2021    | DreamWorks Channel (Ásia) Peacock (Estados Unidos)                        | Titmouse, Inc.                                                                                                   |
| 34 | Velozes & Furiosos – Espiões do Asfalto   | Tim Hedrick Bret Haaland                     | 26 de dezembro de 2019                                             | 17 de dezembro de 2021  | Netflix                                                                   | Universal PicturesOriginal Film (Não creditado) One Race Films (Não creditado) Technicolor Animation Productions |
| 35 | Kipo and the Age of Wonderbeasts          | Radford Sechrist Bill Wolkoff                | 14 de janeiro de 2020                                              | 12 de outubro de 2020   | Netflix                                                                   | Studio Mir |
| 36 | Rhyme Time Town                           | Dan Berlinka                                 | 19 de junho de 2020                                                | 15 de junho de 2021     | Netflix                                                                   | Doberman Pictures                                                                                                |
| 37 | Wizards: Tales of Arcadia                 | Guillermo del Toro                           | 7 de agosto de 2020                                                | 7 de agosto de 2020     | Netflix                                                                   | Double Dare You Productions                                                                                      |
| 38 | Madagascar: A Little Wild                 | Dana Starfield                               | 7 de setembro de 2020                                              | 30 de junho de 2022     | Peacock Hulu                                                              | Mainframe Studios                                                                                                |
| 39 | Jurassic World: Acampamento Jurássico     | Zack Stentz                                  | 18 de setembro de 2020                                             | 21 de julho de 2022     | Netflix                                                                   | Universal Pictures Amblin Entertainment CGCG                                                                     |
| 40 | The Mighty Ones                           | Sunil Hall Lynne Naylor                      | 9 de novembro de 2020                                              | 1 de julho de 2021      | Peacock Hulu                                                              | Snipple Animation Studios                                                                                        |
| 41 | Doug Unplugs                              | Jim Nolan Aliki Theofilopoulos Dan Yaccarino | 13 de novembro de 2020                                             | presente                | Apple TV+                                                                 | N/A |
| 42 | Trolls: TrollsTopia                       | Matthew Beans                                | 19 de novembro de 2020                                             | presente                | Peacock Hulu                                                              | Atomic Cartoons                                                                                                  |
| 43 | Gabby's Dollhouse                         | Traci Paige Johnson Jennifer Twomey          | 5 de janeiro de 2021                                               | presente                | Netflix                                                                   | Technicolor Animation Productions Doberman Pictures Dave Enterprises                                             |
| 44 | Vai, Cachorro. Vai!                       | Adam Peltzman                                | 26 de janeiro de 2021                                              | presente                | Netflix                                                                   | WildBrain Studios                                                                                                |
| 45 | The Croods: Family Tree                   | Mark Banker Todd Grimes                      | 23 de setembro de 2021                                             | presente                | Peacock Hulu                                                              | Technicolor Animation Productions                                                                                |
| 46 | DreamWorks Dragons: The Nine Realms       | Henry Gilroy                                 | 23 de dezembro de 2021                                             | presente                | Peacock Hulu                                                              | Technicolor Animation Productions CGCG Dave Enterprises                                                          |
| 47 | Team Zenko Go                             | Jack Thomas                                  | 15 de março de 2022                                                | presente                | Netflix                                                                   | Mainframe Studios                                                                                                |
| 48 | Pinecone & Pony                           | Stephanie Kaliner                            | 8 de abril de 2022                                                 | presente                | Apple TV+                                                                 | First Generation Films Atomic Cartoons                                                                           |
| 49 | The Boss Baby: Back in the Crib           | Brandon Sawyer                               | 19 de maio de 2022                                                 | presente                | Netflix                                                                   | Technicolor Animation Productions Toiion                                                                         |
| 50 | Kung Fu Panda: The Dragon Knight          | Mitch Watson Peter Hastings                  | 14 de julho de 2022                                                | presente                | Netflix                                                                   | Technicolor Animation Productions Dave Enterprises Stellar Creative Labs                                         |

## Especiais de televisão
| Título                                             | Diretor(es)                             | Estreia                 | Canal de transmissão | Produtor(es) de animação             |
| -------------------------------------------------- | --------------------------------------- | ----------------------- | -------------------- | ------------------------------------ |
| Puss in Book: Trapped in an Epic Tale              | Roy Burdine Johnny Castuciano           | 20 de junho de 2017     | Netflix              | Bardel Entertainment                 |
| Home for the Holidays                              | Blake Lemons                            | 1 de dezembro de 2017   | Netflix              | Titmouse, Inc.                       |
| The Spooky Tale of Captain Underpants: Hack-a-Ween | Seung W. Cha Kevin Peaty                | 8 de outubro de 2019    | Netflix              | Titmouse, Inc.                       |
| Spirit Riding Free: Spirit of Christmas            | Allan Jacobsen Kevin Wotton             | 6 de dezembro de 2019   | Netflix              | Toiion                               |
| Captain Underpants: Epic Choice O' Rama            | Todd Grimes                             | 11 de fevereiro de 2020 | Netflix              | Titmouse, Inc.                       |
| Dragons: Rescue Riders: Hunt for the Golden Dragon | T.J. Sullivan Greg Rankin               | 27 de março de 2020     | Netflix              | Bardel Entertainment                 |
| Dragons: Rescue Riders: Secrets of the Songwing    | T.J. Sullivan Greg Rankin               | 24 de julho de 2020     | Netflix              | Bardel Entertainment                 |
| The Boss Baby: Get That Baby                       | Dan Forgione Pete Jacobs Matt Whitlock  | 1 de setembro de 2020   | Netflix              | N/A                                  |
| Madagascar: A Little Wild: A Fang-Tastic Halloween | Erik Kling                              | 21 de outubro de 2020   | Peacock Hulu         | Mainframe Studios                    |
| Dragons: Rescue Riders: Huttsgalor Holiday         | T.J. Sullivan Greg Rankin               | 24 de novembro de 2020  | Netflix              | Bardel Entertainment                 |
| Captain Underpants: Mega Blissmas                  | Erik Kling Kevin Peaty                  | 4 de dezembro de 2020   | Netflix              | Titmouse, Inc. Stoopid Buddy Studios |
| Spirit Riding Free: Ride Along Adventure           | Beth Sleven Allan Jacobsen Kevin Wotton | 6 de dezembro de 2020   | Netflix              | Toiion                               |
| Madagascar: A Little Wild: Holiday Goose Chase     | Chad Van De Keere                       | 26 de novembro de 2021  | Peacock Hulu         | Mainframe Studios                    |

## Filmes
| Título                           | Lançamento          | Diretor(es)                                        | Roteirista(s)                                                | Compositor(es) | Coprodução com                                                   | Canal de transmissão |
| -------------------------------- | ------------------- | -------------------------------------------------- | ------------------------------------------------------------ | -------------- | ---------------------------------------------------------------- | -------------------- |
| Trollhunters: Rise of the Titans | 21 de julho de 2021 | Johane Matte Francisco Ruiz Velasco Andrew Schmidt | Baseado nos personagens:Guillermo del Toro Daniel Kraus      | Jeff Danna     | Double Dare You Productions 88 Pictures CGCG Inc. Original Force | Netflix              |
| Trollhunters: Rise of the Titans | 21 de julho de 2021 | Johane Matte Francisco Ruiz Velasco Andrew Schmidt | Guillermo del Toro Marc Guggenheim Dan Hageman Kevin Hageman | Jeff Danna     | Double Dare You Productions 88 Pictures CGCG Inc. Original Force | Netflix              |

## Futuras séries
| #  | Título                                         | Criador(es)/Desenvolvedor(es)            | Estreia | Canal de transmissão | Coprodução com                                                                     |
| -- | ---------------------------------------------- | ---------------------------------------- | ------- | -------------------- | ---------------------------------------------------------------------------------- |
| 51 | Not Quite Narwhal                              | TBA                                      | 2023    | Netflix              | N/A                                                                                |
| 52 | Dew Drop Diaries                               | Rick Suvalle                             | 2023    | Netflix              | N/A                                                                                |
| 53 | Megamind's Guide to Defending Your City        | Alan Schoolcraft Brent Simons Eric Fogel | TBA     | Peacock              | N/A                                                                                |
| 54 | Abominable and the Invisible City              | Jim Schumann                             | TBA     | Peacock              | N/A                                                                                |
| 55 | Série em live-action sem título de Gasparzinho | Wu Kai-yu                                | TBA     | Peacock              | Universal Content Productions The Harvey Entertainment Company DreamWorks Classics |
| 56 | Bearbrick                                      | TBA                                      |         | TBA                  | Dentsu Entertainment                                                               |
| 57 | The Gumazing Gum Girl!                         |                                          |         |                      | CRE84U Entertainment                                                               |
| 58 | Série de Tony Hale sem título                  | Tony Hale                                | TBA     |                      | N/A                                                                                |
| 59 | Mama & Dada                                    | Johanna Stein Noelle Lara                | TBA     |                      | Electric Hot Dog                                                                   |